# William J. Creber
William J. Creber (* 26. Juli 1931 in Los Angeles, Kalifornien; † 7. März 2019 ebenda) war ein US-amerikanischer Szenenbildner und Artdirector.

## Leben
William J. Creber wollte eigentlich Architekt werden, was ihm aber nicht gelang. Er begann stattdessen eine Karriere als Zeichner bei 20th Century Fox. Anschließend wurde er Artdirector, zunächst als Assistent bei Cleopatra (1963) und Peyton Place (1964).  Zu seinen ersten Arbeiten gehörte der Film Rio Conchos (1964) sowie die Fernsehserien Die Seaview – In geheimer Mission (1964–1966) und Time Tunnel (1966). Im Laufe seiner Karriere wurde er vor allem für seine gemeinsamen Arbeiten an Katastrophenfilmen mit Irwin Allen bekannt. Außerdem betreute er die Filmreihe Planet der Affen.
Insgesamt wurde er drei Mal für einen Oscar in der Kategorie Bestes Szenenbild nominiert: 1966 für Die größte Geschichte aller Zeiten, gleichzeitig seine erste Arbeit als Szenenbildner, 1973 für Die Höllenfahrt der Poseidon und 1975 für Flammendes Inferno.
2001 gewann er den Excellence in Production Design Award der Art Directors Guild für seine Arbeit an der Fernsehserie The Last Brickmaker in America. 2004 wurde er von der Organisation für sein Lebenswerk ausgezeichnet. Er war außerdem lange Präsident und Vorstandsmitglied der Gewerkschaft. Er gehörte außerdem der Academy of Motion Picture Arts and Sciences und der Directors Guild of America an.
Creber war außerdem für einige Konstruktionen in den Disney-MGM-Studios in Orlando und im Disneyland Resort in Anaheim verantwortlich.

## Filmografie (Auswahl)
Artdirector
- 1964–1965: Die Seaview – In geheimer Mission (Voyage to the Bottom of the Sea) (Fernsehserie)
- 1965: Die größte Geschichte aller Zeiten (The Greatest Story Ever Told)
- 1966: Time Tunnel (Fernsehserie)
- 1968: Planet der Affen (Planet of the Apes)
- 1968: Der Detektiv (The Detective)
- 1969: Alexandria – Treibhaus der Sünde (Justine)
- 1970: Rückkehr zum Planet der Affen (Beneath the Planet of the Apes)
- 1970–1971: Twen-Police (Fernsehserie)
- 1971: Flucht vom Planet der Affen (Escape from the Planet of the Apes)
- 1973: Papa ist der Größte (Superdad)

Szenenbildner
- 1972: Die Höllenfahrt der Poseidon (The Poseidon Adventure)
- 1974: Flammendes Inferno (The Towering Inferno)
- 1977: Inseln im Strom (Islands in the Stream)
- 1977: Das Domino Komplott (The Domino Principle)
- 1980: Mit Vollgas nach San Fernando (Any Which Way You Can)
- 1986: Der Flug des Navigators (Flight of the Navigator)
- 1991: Mannequin 2 – Der Zauber geht weiter (Mannequin: On the Move)
- 1992: Eine ganz normal verrückte Familie (Folks!)
- 1994: Street Fighter – Die entscheidende Schlacht (Street Fighter)
- 1996: Agent 00 – Mit der Lizenz zum Totlachen (Spy Hard)
- 1998: Grenzenlos (Without Limits)
- 2001: The Last Brickmacker in America (Fernsehfilm)